# Кенасса в Киеве
Кенасса в Киеве (находящаяся по адресу ул. Ярославов Вал (бывш. Б. Подвальная), 7; в 100 метрах от Золотых ворот) была построена по инициативе Соломона Когена и по благословению киевского газзана Иосифа Султанского. Построили кенассу в течение 1898—1902 годов популярный архитектор Владислав Городецкий и инженер Антон Страус. Постройка отличается красотой и роскошью отделки в мавританско-арабском стиле. Ныне в здании (с утраченными куполом и интерьерами) размещается Дом актёра.

## История строительства
Караимская община Киева в 1896 году насчитывала 800 человек. Для покупки земельного участка под строительство кенассы и жилого дома, доходы с которого могли бы идти на благотворительные нужды караимской общины, Коген выделил 35 тысяч рублей.
Несмотря на то, что в 1897 году Когена разбил паралич, он продолжал лично руководить делами. Соломон Коген умер в 1900 году. В завещании он предусмотрел, кроме прочего, и средства для завершения строительства молитвенного дома. Дело Соломона Когена продолжил его брат, Моисей. Всего на постройку было израсходовано около 200 тысяч рублей.
Сооружение было украшено замечательным куполом и чрезвычайной красоты лепными украшениями работы итальянца Элио Саля с использованием довольно дорогого на то время материала — цемента. На цоколе исчезнувшего купола до сих пор можно рассмотреть лепной орнамент в виде бесконечной свастики, но для этого надо перейти на противоположную сторону улицы.
На портале входа была расположена надпись на арабском — перевод стихов из Книги Бытия: «И убоялся и сказал: как страшно сие место! это не иное что, как дом Божий, это врата небесные. И встал Иаков рано утром, и взял камень, который он положил себе изголовьем, и поставил его памятником, и возлил елей на верх его. И нарек [Иаков] имя месту тому: Вефиль, а прежнее имя того города было: Луз» (Быт. 28:17–19).
Торжественное освящение кенассы совершил 27 января (9 февраля) 1902 года, специально приехавший из Феодосии глава русских караимов, Таврический и Одесский гахам Самуил Пампулов. На торжественном обеде после церемонии освящения присутствовали вице-губернатор Ф. К. Штакельберг, городской голова Киева В. Н. Проценко, ректор Киевского университета Ф. Я. Фортинский, архитектор В. В. Городецкий, скульптор Э. Саля, другие представители официального Киева, крымских и киевских караимов.
12 марта 1917 года в кенассе старшим газзаном И. И. Султанским было совершено торжественное молебствие по поводу «обновления России».

## Современный этап
После установления советской власти кенасса была закрыта. Деятельность общины была прекращена. С 1926 года в здании бывшей кенассы разместилось учреждение политпросвета, позднее — Кукольный театр. Во время Великой Отечественной войны в здании проходили римо-католические службы, сопровождаемые игрой на фисгармонии. С 1952 года в здании разместился кинотеатр «Заря». В 1968 году здание было реконструировано.
За это время кенассе был причинён непоправимый вред: навсегда был утрачен блестяще выполненный сферический купол со шпилем. В 1970-е годы к кенассе было пристроено небольшое помещение, в котором расположены кассы, откуда легко можно пройти в здание, минуя центральный вход.
В настоящее время кенасса используется не по назначению: с 1981 года здесь находится Дом актёра. В 1994 году кенасса предоставлялась на правах аренды Киевской прогрессивной иудейской общине для празднования Пурима.
Киевское караимское национальное общество «Догунма» («Возрождение») не выдвигало требований о возвращении Дома актера караимам. По последней переписи населения в Киеве насчитывается 43 караима. 13 февраля 2010 года, с целью сохранить уникальный памятник архитектуры, киевский городской совет решил выселить Дом актёра из здания кенассы.

## Газзаны
- Иосиф Исаакович Султанский